# Neusser Karneval
In Neuss, das im Rheinland zwischen den beiden Karnevalshochburgen Köln und Düsseldorf liegt, wird das lokale Brauchtum großgeschrieben (siehe Neusser Bürger-Schützenfest). Hier wird auch der Karneval so ausgelassen wie in den anderen Städten der Region gefeiert. Der traditionsreiche Narrenruf im Neusser Karneval ist "Ons Nüss Helau".
Während der gesamten Session finden in Neuss zahlreiche Karnevalsveranstaltungen der verschiedenen Karnevalsvereine und Gesellschaften statt. Der eigentliche Straßenkarneval startet am Altweiber-Donnerstag. Pünktlich um 11.11 Uhr stürmen die Närrinnen das Rathaus um sich die Schlüsselgewalt über das Rathaus der Stadt zu sichern und sie lassen dabei keinen Krawatte-tragenden Mann ungeschoren davonkommen. Dieses illustere Schauspiel findet auf der großen Bühne am Neusser Markt statt und es folgt ein mehrstündiges Programm um den Start des City-Karnevals in Neuss mit den Närrinnen und Narren zu feiern.
23 Karnevalsvereine und Gesellschaften aus dem gesamten Rhein-Kreis Neuss sind über den Karnevalsausschuss Neuss e.V. (KA) in einem Dachverband organisiert. Der KA pflegt und fördert das karnevalistische Brauchtum und vertritt u. a. die gemeinsamen Interessen seiner Mitgliedsvereine. Der KA ist verantwortlich für die Organisation des Neusser Kappessonntagszuges, des Citykarnevals am Altweiberdonnerstag und für die Proklamation des Prinzenpaares der Stadt Neuss. 

## Kappessonntagszug
Der Höhepunkt des Straßenkarnevals bildet der Kappessonntagszug der mit über 3.000 Teilnehmern in unzähligen kostümierten Fußgruppen, diversen Musikkapellen und über 40 Festwagen durch die Straßen der Innenstadt zieht. Zahlreiche Närrinnen und Narren bejubeln die Karnevalisten entlang des Zugweges und verwandeln die Innenstadt in eine bunte Partymeile.
Der Kappessonntagszug startet jährlich am Karnevalssonntag um ca. 13:11 Uhr.
Zugweg über Zollstraße, Friedrichstraße, Breite Straße, Drususallee (Seite: ehem. Rhein. Landestheater, Gegenfahrbahn), Benno-Nußbaum-Platz (ehem. Hamtorplatz), Erftstraße, Büttger Straße, Hermannsplatz, Kapitelstraße, Krefelder Straße, Niederstraße, Büchel, Markt, Oberstraße, anschließend Auflösung Oberstraße

## Weitere Ereignisse
- Der Stunk in Neuss/Düsseldorf vom Theater am Schlachthof findet jedes Jahr im Januar/Februar in Neuss in der Wetthalle auf der Rennbahn und in Düsseldorf bis 2017 im zakk und seit 2018 im Capitol statt und erreicht insgesamt etwa 9000 Zuschauer.[2]
- Weiter bekannt ist außerdem der Rosenmontagszug in Holzheim, der alljährlich besonders Familien mit Kindern anzieht.
- Der traditionelle „Nüsser Ovend“ gilt als einer der lokalen Höhepunkte des Sitzungskarnevals in Neuss. Dieser wird mit Unterbrechungen (beispielsweise dem 2. Weltkrieg) seit 1928 alljährlich vom Elferrat der Vereinigung der Heimatfreunde Neuss e. V. veranstaltet.